# Ferdinand d'Autriche (1918-2004)
Pour les articles homonymes, voir Archiduc Ferdinand d'Autriche.
Ferdinand d'Autriche, né à Vienne, Autriche, le 6 décembre 1918 et mort à Ulm, Allemagne, le 6 août 2004, est un descendant des empereurs d'Autriche et porte le titre de courtoisie d'archiduc d'Autriche.

## Biographie

### Famille
Fils aîné et premier des deux enfants de l'archiduc Maximilien-Eugène d'Autriche (1895-1952) et de la princesse Franziska zu Hohenlohe-Waldenburg-Schillingsfürst (1897-1989) mariés en 1917, Ferdinand d'Autriche naît à Vienne le 6 décembre 1918,, trois semaines après la fin de la Première Guerre mondiale et l'abdication de son oncle, Charles Ier, le dernier empereur d'Autriche.
Par son père, il est l'arrière-petit-fils du roi Georges Ier de Saxe (1832-1904), ainsi que l'arrière-arrière-petit-fils de Marie II, reine de Portugal et de Ferdinand II, avant-dernier roi des Deux-Siciles, et par sa mère, il a entre autres pour ancêtres le prince Emmanuel de Liechtenstein (1700-1771), ainsi que Carolyne de Sayn-Wittgenstein, la compagne de Franz Liszt de 1847 à 1861.
Le 3 avril 1919, les députés autrichiens votent la loi de Habsbourg, qui exile et bannit définitivement les membres de la maison de Habsbourg-Lorraine et confisque leurs biens.
Dès lors, l'archiduc Maximilien Eugène et sa famille sont contraints à l'exil. Ferdinand et ses parents s'installent à Munich où sa mère l'archiduchesse Franziska tient un salon à la mode réputé et ouvre une maison de couture. Le 7 janvier 1925, elle donne le jour à un second fils : Heinrich (1925-2014). En novembre 1933, le gouvernement de la république d'Autriche dirigé par le chancelier Engelbert Dollfuss, qui plus tôt cette année avait déclaré que le parlement s'était dissous et n'avait entrepris aucune action pour organiser des élections, autorise Maximilien et les siens à résider en Autriche.
Toutefois, le 27 avril 1945, la deuxième république d'Autriche rétablit les lois républicaines valables avant le régime dictatorial et confirme dès lors la validité de la loi de Habsbourg exilant les membres de la famille impériale. Après la Seconde Guerre mondiale, les parents de l'archiduc Ferdinand s'installent ensuite en France. L'archiduc Maximilien Eugène meurt à Nice le 19 janvier 1952.

### Mariage et descendance
Le 6 avril 1956, l'archiduc Ferdinand épouse civilement à Munich, puis religieusement au château de Seefeld, le 10 avril suivant, la comtesse Hélène de Toerring-Jettenbach (née au château de Winhöring, en Bavière, le 20 mai 1937), dame de l'ordre de la Croix étoilée, fille du comte Charles-Théodore de Toerring-Jettenbach (1900-1967) et de la princesse Élisabeth de Grèce (1904-1955),.
Ils deviennent parents de trois enfants, :
- Elisabeth d'Autriche (née à Essen, le 15 mars 1957 et morte d'une attaque cérébrale à Myala, Nouvelle-Galles du Sud, Australie, le 18 mai 1983), épouse en l'église de Maria Plain près de Salzbourg, le 9 octobre 1982 James Litchfield (né en 1956), sans postérité ;

- Sophie d'Autriche (née à Boulogne-Billancourt, le 19 janvier 1959), épouse au château Mirabell civilement, le 31 janvier 1990, puis religieusement en l'église des Franciscains de Salzbourg le 11 février suivant le prince Mariano Hugo zu Windisch-Graetz (né en 1955), dont trois enfants ;

- Maximilian d'Autriche (né à Boulogne-Billancourt, le 8 février 1961), épouse en 2005 Sara Maya Al-Askari[7] (née en 1977), dont trois enfants : Nikolaus Heinrich (2005), Constantin (2007) et Katharina (2010).

### Mort
L'archiduc Ferdinand d'Autriche meurt le 6 août 2004, à l'âge de 85 ans à Ulm. Il est inhumé au cimetière du château de Winhöring, dans la sépulture de sa belle-famille de Toerring-Jettenbach.

## Honneur
Ferdinand d'Autriche est :
- 1250e chevalier de l'ordre de la Toison d'or d'Autriche (1951).

## Ascendance
|  |                                                        |  |  |  |  |  |  |  |  |  |  |  |  |
|  | 8. Charles-Louis d'Autriche                            |  |  |  |  |  |  |  |  |  |  |  |  |
|  |                                                        |  |  |  |  |  |  |  |  |  |  |  |  |
|  |                                                        |  |  |  |  |  |  |  |  |  |  |  |  |
|  | 4. Otto de Habsbourg-Lorraine                          |  |  |  |  |  |  |  |  |  |  |  |  |
|  |                                                        |  |  |  |  |  |  |  |  |  |  |  |  |
|  |                                                        |  |  |  |  |  |  |  |  |  |  |  |  |
|  | 9. Marie-Annonciade de Bourbon-Siciles                 |  |  |  |  |  |  |  |  |  |  |  |  |
|  |                                                        |  |  |  |  |  |  |  |  |  |  |  |  |
|  |                                                        |  |  |  |  |  |  |  |  |  |  |  |  |
|  | 2. Maximilien-Eugène d'Autriche                        |  |  |  |  |  |  |  |  |  |  |  |  |
|  |                                                        |  |  |  |  |  |  |  |  |  |  |  |  |
|  |                                                        |  |  |  |  |  |  |  |  |  |  |  |  |
|  | 10. Georges Ier de Saxe                                |  |  |  |  |  |  |  |  |  |  |  |  |
|  |                                                        |  |  |  |  |  |  |  |  |  |  |  |  |
|  |                                                        |  |  |  |  |  |  |  |  |  |  |  |  |
|  | 5. Marie-Josèphe de Saxe                               |  |  |  |  |  |  |  |  |  |  |  |  |
|  |                                                        |  |  |  |  |  |  |  |  |  |  |  |  |
|  |                                                        |  |  |  |  |  |  |  |  |  |  |  |  |
|  | 11. Marie-Anne de Portugal                             |  |  |  |  |  |  |  |  |  |  |  |  |
|  |                                                        |  |  |  |  |  |  |  |  |  |  |  |  |
|  |                                                        |  |  |  |  |  |  |  |  |  |  |  |  |
|  | 1. Ferdinand d'Autriche                                |  |  |  |  |  |  |  |  |  |  |  |  |
|  |                                                        |  |  |  |  |  |  |  |  |  |  |  |  |
|  |                                                        |  |  |  |  |  |  |  |  |  |  |  |  |
|  | 12. Konstantin zu Hohenlohe-Waldenburg-Schillingsfürst |  |  |  |  |  |  |  |  |  |  |  |  |
|  |                                                        |  |  |  |  |  |  |  |  |  |  |  |  |
|  |                                                        |  |  |  |  |  |  |  |  |  |  |  |  |
|  | 6. Conrad de Hohenlohe-Waldenbourg-Schillingsfürst     |  |  |  |  |  |  |  |  |  |  |  |  |
|  |                                                        |  |  |  |  |  |  |  |  |  |  |  |  |
|  |                                                        |  |  |  |  |  |  |  |  |  |  |  |  |
|  | 13. Marie-Antoinette zu Sayn-Wittgenstein-Berleburg    |  |  |  |  |  |  |  |  |  |  |  |  |
|  |                                                        |  |  |  |  |  |  |  |  |  |  |  |  |
|  |                                                        |  |  |  |  |  |  |  |  |  |  |  |  |
|  | 3. Franziska zu Hohenlohe-Waldenburg-Schillingsfürst   |  |  |  |  |  |  |  |  |  |  |  |  |
|  |                                                        |  |  |  |  |  |  |  |  |  |  |  |  |
|  |                                                        |  |  |  |  |  |  |  |  |  |  |  |  |
|  | 14. Erwein Friedrich Karl von Schönborn-Buchheim       |  |  |  |  |  |  |  |  |  |  |  |  |
|  |                                                        |  |  |  |  |  |  |  |  |  |  |  |  |
|  |                                                        |  |  |  |  |  |  |  |  |  |  |  |  |
|  | 7. Franziska von Schönborn-Buchheim                    |  |  |  |  |  |  |  |  |  |  |  |  |
|  |                                                        |  |  |  |  |  |  |  |  |  |  |  |  |
|  |                                                        |  |  |  |  |  |  |  |  |  |  |  |  |
|  | 15. Franziska von Trauttmansdorff-Weinsberg            |  |  |  |  |  |  |  |  |  |  |  |  |
|  |                                                        |  |  |  |  |  |  |  |  |  |  |  |  |
|  |                                                        |  |  |  |  |  |  |  |  |  |  |  |  |